# Tillandsia nana
Tillandsia nana là một loài thuộc chi Tillandsia. Đây là loài bản địa của Bolivia.